# Монастырек (Львовский район)
Монастырек (укр. Монастирок) — село в Добросинско-Магеровской сельской общине Львовского района Львовской области Украины.
Население по переписи 2001 года составляло 982 человека. Занимает площадь 21,16 км². Почтовый индекс — 80326. Телефонный код — 3252.

## Известные уроженцы и жители
- В селе похоронен Мартович, Лесь (1871—1916) — украинский писатель и общественный деятель.